# Microcyclops robustus
Microcyclops robustus – gatunek widłonoga z rodziny Cyclopidae. Opisali go w 1965 roku chińscy zoolodzy Shen Jiarui i Song Daxiang.